# Stenopelmatus guatemalae
Stenopelmatus guatemalae är en insektsart som beskrevs av Brunner von Wattenwyl 1888. Stenopelmatus guatemalae ingår i släktet Stenopelmatus och familjen Stenopelmatidae. Inga underarter finns listade i Catalogue of Life.